# 扬子公司案
扬子公司案，或称扬子建业公司违法囤积案、扬子公司囤货案等，是指孔祥熙和宋霭龄之长子孔令侃所经营的扬子建业公司，涉嫌通过其特殊政治背景获取进口配额，垄断汽车、电器、药品、奢侈品等商品的进口，违反经济管制措施囤积货物、偷逃税款的案件。该案件于1948年9月被揭发，于当年10月被督导上海经济管制的蒋经国两度下令清查，但因为蒋中正和宋美龄的介入等原因受挫。中华民国监察院亦介入调查，监察院院长于右任派出監察委員熊在渭与金越光进行调查，却遭遇吴国桢和扬子公司等的阻碍。
監察院的报告倾向认为扬子公司凭借特权胡作非为，孔令侃和吴国桢等案件当事人则认为扬子公司所为属于合法范畴。案件引起社会对豪门资本的反感，打击了蒋经国在上海的经济督导工作。蒋中正和宋美龄对此案之介入备受舆论争议。相关刑事案件因国府迁台不了了之。

## 背景

### 官办商行

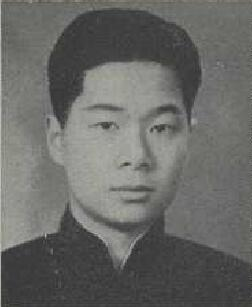
1936年的孔令侃

孔令侃（David Kung）是孔祥熙（H. H. Kung）和宋霭龄之长子，對日抗战期间在香港任中央信託局常务理事，负责与日本秘密谈判、监视宋子文以及买卖军火；期间要求其父亲通过职务将军火买卖垄断于自己手中，通过外汇交易获利颇丰，媒体传闻其在港生活奢靡，粵港澳民间形容“爹爹在朝为宰相，人人称我小霸王”。扬子建业股份有限公司（Yangtze Development Corporation），简称扬子建业公司或称扬子公司，成立于1946年1月，由孔祥熙之子孔令侃经营。公司以民营股份有限公司进行登记，出资人除孔氏家族外还包括杜月笙、范绍增、赵季言等人，有说宋靄齡亦安排宋美齡入股于其中。公司总部设立于上海，在汉口、福州、南京、香港、天津等地有分公司，在纽约设立有“扬子贸易公司”，主要经营进出口贸易。
1946年11月17日，国民党政府公布《修正进口贸易暂行办法》对进口采取许可证制度，由此至1947年2月16日公布《经济紧急措施方案》推出新汇率期间，进口许可（即“公布前许可——”）之批准被搁置，惟孔令侃之扬子公司和宋子良的孚中公司获批112张之多。1947年，傅斯年接连撰发《这个样子的宋子文非走开不可》、《宋子文的失败》和《论豪门资本之必须铲除》等文章，抨击孔祥熙与宋子文（T. V. Soong）结党营私，祸害国家。1947年7月29日，与孔家和宋家不和的陈家所控制的《中央日報》头条报道经济部、财政部对两公司破坏进出口条例进行套汇的调查，而后美资《大美晚报》持续话题。外商对豪门资本占取进口配额之不公平待遇表示不满，扬子、孚中两公司的以权谋私的行为亦受到舆论抨击。

### 经济管制

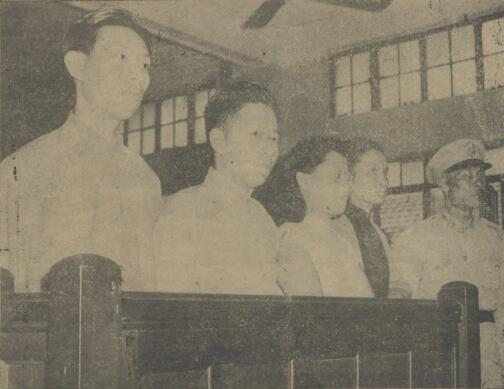
1948年杜维屏、林乐耕、李国兰、杨淑瑶被判经济犯罪入监

1948年8月19日，政府发布《财政经济紧急处分令》启动财政经济改革:167，以金圆券取代贬值的法币，且将物价控制在8月19日的水平。蒋经国被中华民国总统蒋中正派往上海督导经济政策的执行。期间，蒋经国立下“只打老虎、不拍苍蝇”的壮志，并鼓励部下六亲不认地执法，逮捕了包括杜月笙之子杜维屏在内的六十余名上海经济界人物，并移交特种刑事法庭审理:231。

## 查封公司

### 仓库被查
9月2日，杜月笙长子杜维屏被逮捕:290。据当事人经济检查大队大队长冯义宽回忆:204-205，9月底，蒋经国召集上海商人集会，并要求杜月笙出席，杜月笙表示杜维屏“违法乱纪”“咎由自取”，但指名道姓请求蒋经国查处孔令侃之扬子公司，蒋经国表示会“绳之以法”:236-237；事后，冯义宽被派往扬子公司查办:205。
然而，监察院后来出具的《扬子公司囤积案纠举书》的表述则略过了杜维屏被逮捕一事，记述如下：
|  | 本案係滬警局盧家灣分局，於本年九月廿九日發現大卡車偷運物資，即查得利喴汽車公司二樓，囤有大批西藥，呢絨，顏料，凡士林等，並有新小汽車七十輛，卡車十輛，據稱係揚子建業公司所有，該分局巡官應品祥即請報轉報滬警局，警局據報後，即交由經警大隊派員前往調查，此即轟動上海市一大囤積案之發現。” |

10月1日:290，孔令侃的姨母、蒋经国的继母宋美龄乘坐专机从南京飞往上海:290:486。宋美龄威胁离开中国为要挟，借蒋孔兄弟之情，要求蒋经国不得逮捕孔令侃:289。
10月2日，吴绍澍创办的上海《正言报》报道《豪门惊人囤积案，扬子仓库被封》，扬子仓库被封一事轰动上海。同日，蒋中正自北平飞沈阳，开会决定廖耀湘兵团西进与葫芦岛北上兵团汇合，增援锦州:207。10月3日，蒋中正返回北平，电告吴国桢自己数日后返回南京:207。10月5日，在傅作义陪同下过天津，往塘沽，乘坐重庆号军舰至葫芦岛前线:207-208。

### 总部被查
10月7日，蒋中正经塘沽返回北平。10月7日，蒋经国下令搜查扬子公司总部，查封其所有仓库，孔令侃亦被扣留。监察院院长于右任指派监察委员熊在渭与金越光前往上海参与调查，二人于10月7日抵沪，一经到达即开始进行调查。
10月7日公司被查封后，宋美龄再度飞往上海，在永嘉路孔宅召集孔令侃和蒋经国二人，最终三人不欢而散。贾亦斌回忆称，蒋经国在会面中表示“一定依法办理”，孔令侃则威胁曝光宋家在美国资产:208。10月8日，上海、南京、北平的报纸争相报道扬子公司被查一事:237。当日，蒋中正告知守将傅作义因私事要返回上海，盖因收到宋美龄信件需要前往上海营救外甥孔令侃。8日下午，蒋中正乘坐专机抵达上海，入住东平路宅邸。:208

## 调查过程

### 蒋宋干预
10月8日，蒋中正抵达上海，当晚的《大众夜报》首版新闻为《扬子囤货案，监委进行彻查，必要时并将传讯孔令侃》，还配发社论《请蒋督导为政府立信，为人民请命》，其中写道:208：
|  | 哄動一時的滬上豪門大囤積案似有煙消雲散之勢，方在人民心中栽下了的對政府的一點‘信仰’之幼芽，恐將因此而連根拔去，同時亦可能給當前的經管工作以致命的打擊，瞻望前途，不勝憂慮。 總理當初所夢想不到的，在革命的陣營中，竟有若干人因緣際會，形成了所謂「豪門資本家」……在國內藉其政治上特殊的關係，經營一切戕賊民生之買賣，如攫取大量外匯以輸入口紅、尼龍絲襪等奢侈品，獲取暴利；囤積操縱，掀動經濟風潮；從事投機，擾亂金融等等，不一而足，從不見將其資本投向生產事業，做一絲一毫有益於國家人民之事。而政府一切經濟上的政策措施，往往被若輩略施小技，便已破壞無余。 |

翌日，上海警察局发言人称扬子公司之资产均已登记:239；当日上午，宋美龄亲自驾车将孔令侃引见给蔣中正。同日，蒋经国从无锡返回上海同蒋中正见面，后蒋中正同薛岳、宣铁吾、吴国桢、吴开先等人会面商谈上海经济管制事宜:209。蒋中正在日记裡写道：
|  | 对于孔令侃问题 ，反动派更借题发挥，强令为难，必欲陷其于罪，否则即谓经之包蔽[庇]，尤以宣铁吾机关报攻讦为甚。余严斥其妄，令其自动停刊。 |

10月12日，宣铁吾所控制的《大众夜报》宣布翌日停刊；至10月20日方才复刊；吴绍澍的《正言报》则因以〈不要制造第二个王孝和了〉评价中共地下党员王孝和被特别法庭处死一事，亦被停刊:210。
蔣中正和宋美龄包庇孔令侃之事不胫而走，引起社会及国民党内的广泛批评:216。傅作义曾为此对杜聿明说道:216：“蒋介石要美人不要江山，我们还给他干什么！”徐永昌与蒋中正之日记及蒋中正秘书周宏涛的回忆都提及坊间对此事的流传:217。

### 监察院介入
10月12日起，负责调查此事的监察委员熊在渭与金越光两人访问了上海市政府、上海市经济督导员办公处、上海警察局、社会局等政府机构，并与孔令侃、蒋经国等见面:212。

10月15日，解放军攻克锦州:22。15日及18日，蒋中正两度飞抵沈阳，与卫立煌及杜聿明商讨对策:26。蒋中正在10月16日的日记中指责监察院“无法无天”，“无形中间接协助共匪，以摧毁党政”，是“卑劣无智之民意机构”。17日起，长春的中华民国国军开始向解放军投降:26。18日，蒋中正给上海市市长吴国桢发送电报，写道：
|  | 關於揚子公司事，聞監察委員要將其開辦以來業務全部檢查，中以為依法而論，殊不合理，以該公司為商營而非政府機關，該院不應對商營事業無理取鬧。如果屬實，可囑令侃聘請律師進行法律解決，先詳討其監察委員此舉是否合法，是否有權，一面由律師正式宣告其不法行動，拒絕其檢查。並以此意約經國切商，勿使任何商民無辜受屈也。中正手啓 |

10月20日，吴国桢同日复电蒋中正：
|  | 查此案前系由督導員辦事處徑飭警局辦理，奉鈞座電後，經與經國兄洽定三項辦法：(一)警局即日通知監察委員，檢查該公司業務全部超越警局只能根據違反取締日用品囤積居奇條例之職權，警局前派會同查勘人員即日撤回；(二)該公司可以無當地行政人員在場為理由，拒絕查賬，不必正面與該委員等發生爭執；(三)監察委員熊在渭與天翼先生關係極深，職定訪天翼先生，請其轉達不作超越法律範圍之檢查。是否有當，敬請示遵。 |

10月21日，中国人民解放军攻克长春，结束辽沈战役第一阶段，并截断了东北国军自陆上撤退的道路:26。与此同时，立法院和监察院对扬子公司案群情激昂。10月23日的立法院举行时局对话会，有立委发言：
|  | 人事破壞法統，貪污無法懲辦。如宋子文套購外匯，揚子公司的囤積嫌疑，至今也莫奈何。其次，例如豪門問題，至今沒有辦法。試問現在政府的權貴哪個不是豪門？哪個不是老虎？號稱打虎的蔣經國，又有什麼辦法！ |

### 蒋经国辞职
据蒋经国部下贾亦斌回忆，他前往逸村2号，询问蒋经国如何办理孔令侃，蒋经国答“孔令侃又没有犯法”:239，事后他写了14页的长信给蒋经国，表达自己的不满:175。上海市民将蒋经国“只打老虎，不拍苍蝇”的口号改为“只拍苍蝇，不打老虎”:170。
11月4日，国民党机关报《中央日报》刊登殷海光社论〈赶快收拾人心〉，批评“靠着私人或政治关系而发横财之辈，不是逍遥海外，即是倚势豪强如故”，指责国民党“甚至不曾用指甲轻弹他们一下”:216。
11月5日，蒋经国同亲信会面话别时痛哭流涕。11月6日，蒋经国发布《告上海市民书》向上海市民道歉，并辞去经济督导员职务:170，而后离开上海。11月15日，上海督导员办公室发布声明，指扬子公司案“已转饬移交市府及主管当局办理”:215。
11月27日，据蔣介石日記记载，宋美龄在前往美国乞求援助前夕啼泣不止，称自己“对经儿之爱护，虽其亲母亦决无此真挚，但恐经儿未能了解深知耳”，蔣中正道“彼为余与国家以及宋、孔之家庭受枉被屈，实有不能言之隐痛，故其悲痛之切，乃非言词所能表达其万一”:217-218。

## 调查结果
| 时间          | 上海批发物价指数 |
| 1946年6月     | 378 217          |
| 1947年6月     | 2 905 700        |
| 1948年6月     | 197 690 000      |
| 1948年8月18日 | 558 900 000      |

12月21日，监察院向行政院送交《对扬子公司囤积货物纠举书》，其中指出扬子公司逃避查账，不仅违法囤积，还偷逃税款、涉嫌走私:214-215，南京、上海报纸纷纷转载。《纠举书》亦纠举上海市长吴国桢等人玩忽职守:215。监察委员出具的报告倾向认为扬子公司凭借特权胡作非为。《纠举书》指出扬子公司囤货的价值超过2000万元金圆券，这一价值是公司资本的六万倍，但是却忽视了当年的恶性通货膨胀。《纠举书》还指出扬子公司仅仅缴纳2900余万元法币税款，且冒用税单作为新进口存货凭证，怀疑有税务机关勾结；但是监察委员未能查阅扬子公司账目，仅能估算扬子公司逃税超过50亿元法币。
后案件刑事部分移交地检署；1949年1月，地檢署傳訊孔令侃等涉案人员而皆不到:218。孔令侃坚持认为所囤积货品属于合法，称货物已经按照规定登记。吴国桢回忆稱，当时召集律师等組建委員會，认为扬子公司所为均為合法，后因政局混乱不了了之；杨天石结合史料认为吴国桢之回忆并不准确，除监察委员报告外并无達成過一致结论:218。期間，扬子公司在各大报纸刊登广告，称“共产党攻讦于前，政争牵涉于后”，还发布声明称：
|  | 今天查账，明天纠举，尤其对于无错误事实者，似属过份。昔在英国查理一世时代，曾因建造海军需款，对汉浦敦上校摊派为数仅十余先令，而汉浦敦因此种摊派不合英国国享基本法律，断然拒绝，结果引起政潮演变，而有克林威尔之革命。 |

1949年4月12日，孔令侃称自己在广州生病，不能来上海投案，待病癒後必來投案:218。据传，孔令侃威胁曝光令蒋家及政府难堪之事:176，终与政府达成和解，交纳约六百万美金后辗转香港前往纽约:486。杜维屏被释放后:183，杜月笙一家移居香港，许多商人纷纷效仿:290。中國第二歷史檔案館給出的史料匯編顯示，1949年5月20日，上海檢方電告司法部請求將案件移往广州地方法院检察处；随着解放军在5月底攻占上海:218，6月17日司法部電告广州地方法院检察处接受此案，而無後續。
此案無疾而終，使蔣經國在上海的一切救亡手段形同挫敗，致其對孔家一直深惡痛絕，直至1972年，蔣經國在台北繼任行政院院長組閣時，蔣宋美齡極力推薦孔令侃出任財政部部長，基於本案對孔極為厭惡，向來對繼母言聽計從的蔣經國，最終捨棄內定人選周宏濤，讓原任嚴家淦內閣的李國鼎續任，也使孔家意圖在台北官場東山再起的願望落空。

## 影视作品
- 2014年中国大陆电视剧《北平无战事》：剧中提及“扬子公司”的“孔总”囤积粮食，积欠北平民食调配委员会，诱发了七五事件[34]。但剧中扬子公司囤积大量日用品的说法，有悖于历史事实[35][20]。